# Sportcentrum Quelderduyn
Sportcentrum Quelderduyn is een sporthal in het Noord-Hollandse Den Helder. De sporthal wordt gebruikt voor het professionele basketbalteams Den Helder SUNS Mannen en Den Helder SUNS Vrouwen. Beide teams komen uit in de hoogste basketbal competitie. De grote sportzaal biedt plaats aan 1.000 toeschouwers. Het complex is in de jaren 2023 en 2024 volledig vernieuwd om topsporten te organiseren. Quelderduyn is gesitueerd aan de Schootenweg en wordt aan drie zijdes omringd door park Quelderduyn.